# St. Margareta (Dornach)

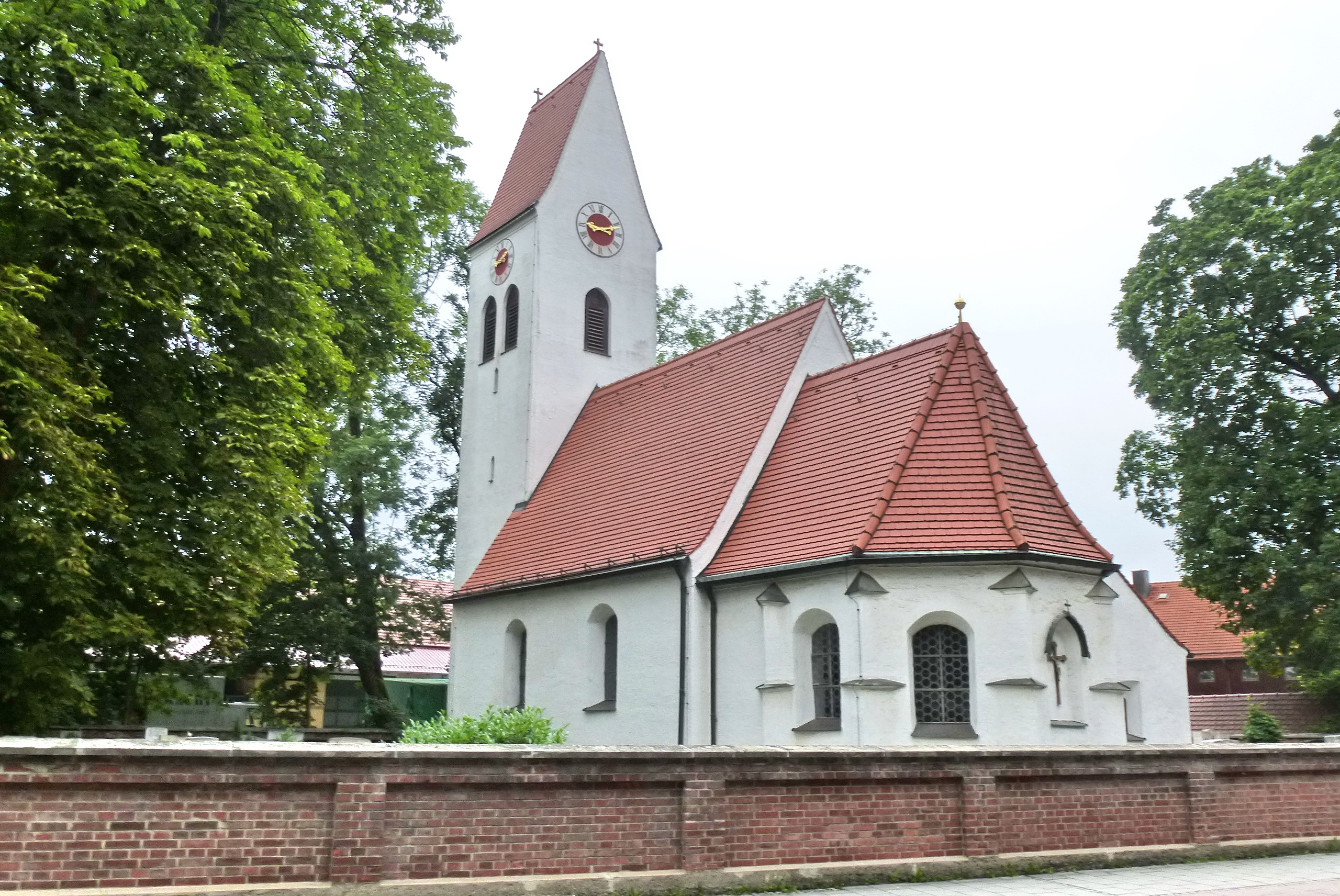
Kirche St. Margareta in Dornach

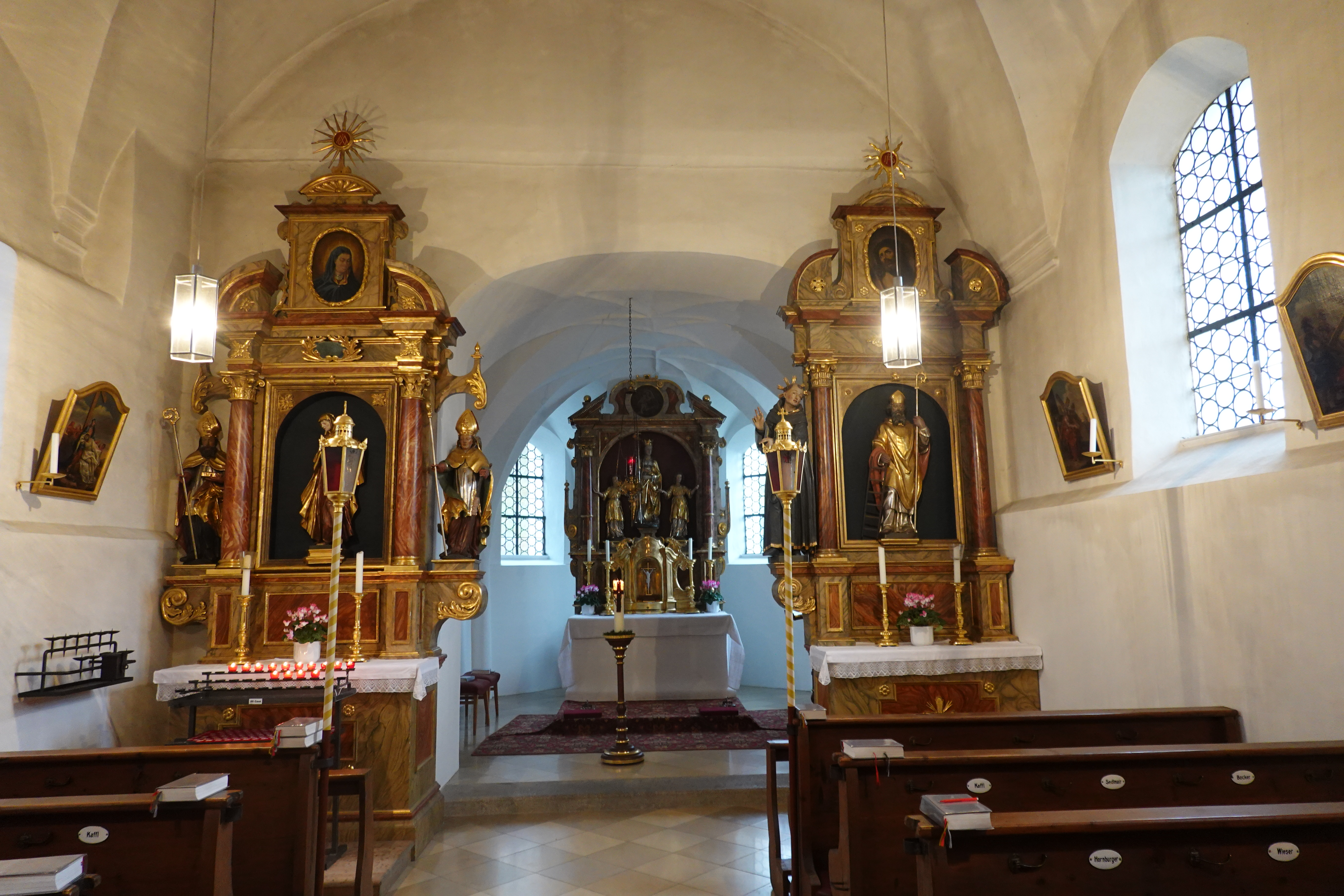
Innenraum

St. Margareta ist ein Kirchengebäude der römisch-katholischen Kirche in Dornach, einem Gemeindeteil von Aschheim im oberbayerischen Landkreis München. Die Kirche ist der heiligen Margareta von Antiochia geweiht und dient der katholischen Pfarrgemeinde St. Peter und Paul im Dekanat München-Trudering als Filialkirche.
Das Bauwerk ist als Baudenkmal in die Bayerische Denkmalliste eingetragen.

## Architektur

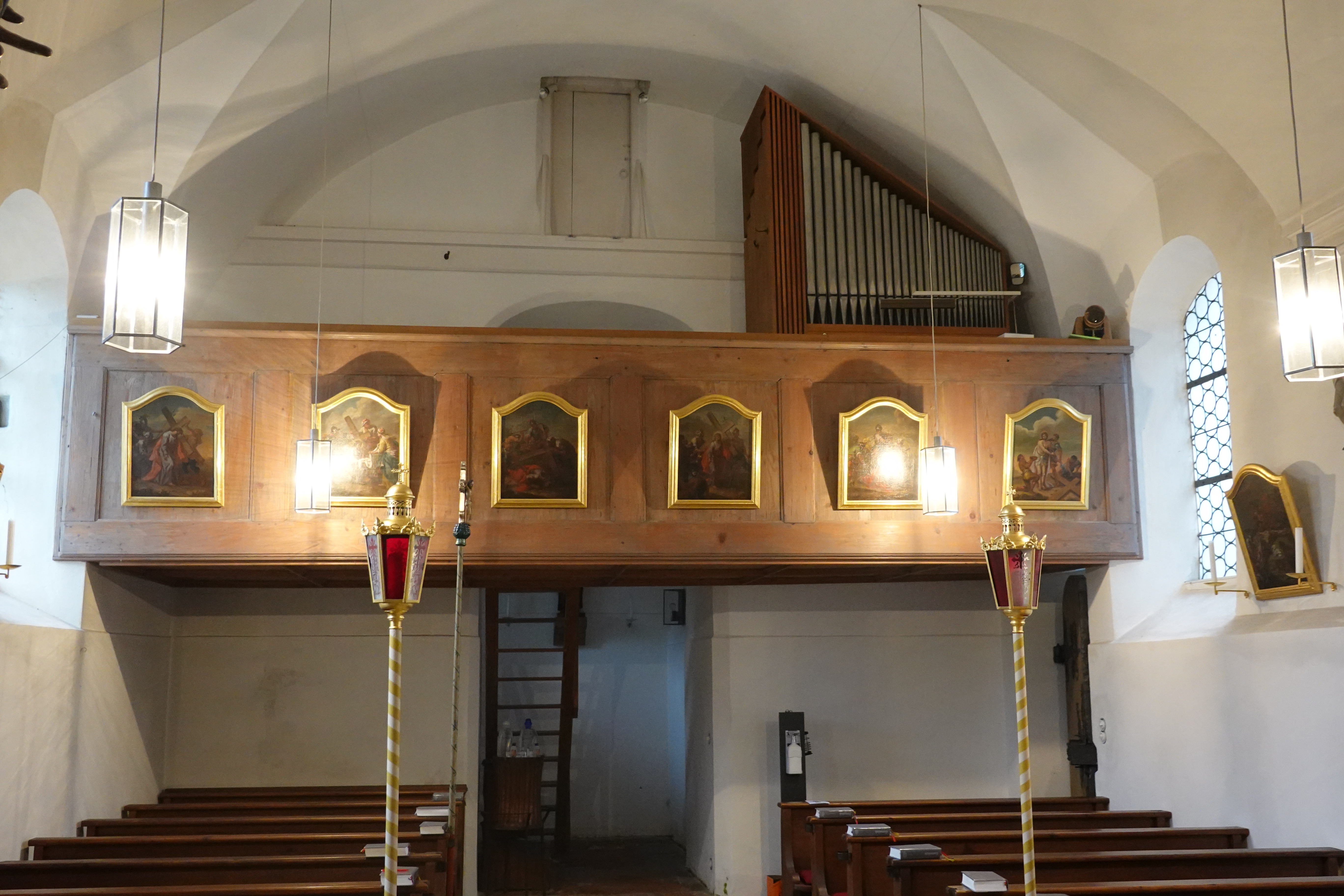
Blick zur Orgel

St. Margareta im spätgotischen Stil entstand Anfang des 16. Jahrhunderts. Mit romanischem Kern wurde sie im 18. Jahrhundert barock überformt. Der Westturm stammt aus dem 15. Jahrhundert, der Chor und die Sakristei aus dem Anfang des 16. Jahrhunderts. Der Saalbau besteht aus einem Langhaus und einem nicht in der Achse anschließenden Chor mit Fünfachtelschluss. Der Turm wird von einem Satteldach abgeschlossen, das Erdgeschoss wird von einem Kreuzrippengewölbe gedeckt. Der Chor besitzt ein Netzgewölbe und das Langhaus ist mit einer Stichkappentonne versehen. Das Langhaus wurde im Rahmen der Barockisierung im 18. Jahrhundert um- und ausgebaut. Die 1972 entfernten barocken Altäre (um 1680/90) wurde dann auf Initiative der Gemeinde Aschheim 1993/94 wieder aufgestellt. Die Kirche präsentiert sich heute weitgehend wieder im barocken Stil.

## Ausstattung
- Holzskulptur der heiligen Margareta von Antiochia, Anfang 16. Jahrhundert
- Josef von Nazaret mit Kind, 2. Hälfte 17. Jahrhundert
- Sakramentshäuschen aus Sandstein, Anfang 16. Jahrhundert